# Flavio (Händel)
Flavio, re de’ Longobardi (HWV 16) ist eine Oper (Dramma per musica) in drei Akten von Georg Friedrich Händel.

## Entstehung

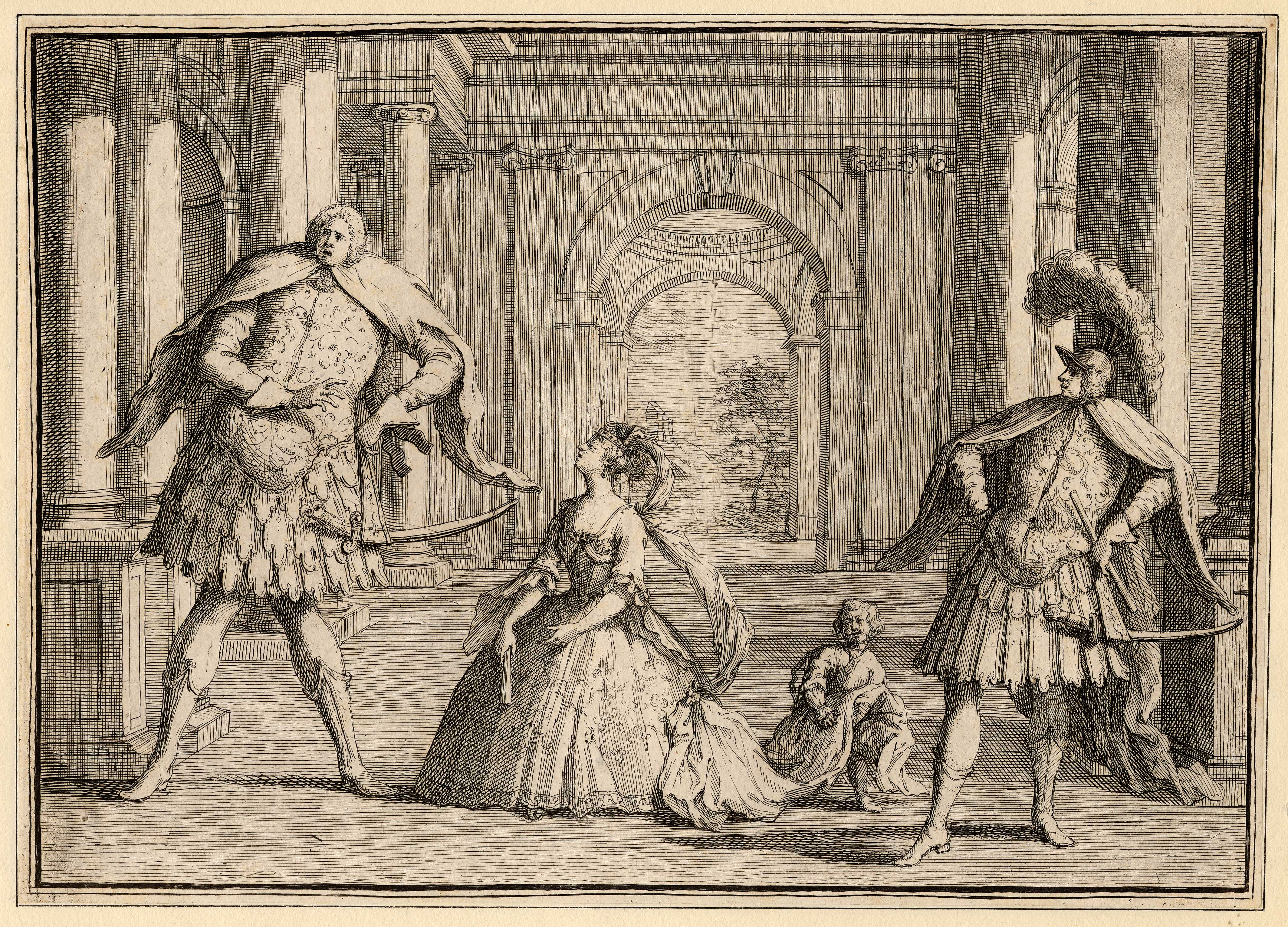
John Vanderbank: Karikatur einer Aufführung von Händels Flavio (3. Akt, Szene 4) – Senesino links, die Diva Francesca Cuzzoni in der Mitte und rechts Gaetano Berenstadt

Die von Händel neu engagierte italienische Sopranistin Francesca Cuzzoni hatte am 12. Januar 1723 in seinem Ottone, re di Germania  ihr Londoner Debüt gegeben. Drei Tage danach hatte Attilio Ariostis erste Oper für die Royal Academy of Music, Coriolano, Premiere und es gab inzwischen wilde Begeisterungsstürme für die Cuzzoni. Neben dem Altkastraten Senesino entwickelte sie sich sehr schnell zu einer Hauptattraktion der Opernakademie. Auf Ariostis Oper folgte dann Erminia von Giovanni Bononcini. Alle drei Opern sind seriöse Heldenopern und so plante Händel für seinen zweiten Beitrag der Spielzeit einen Überraschungseffekt, indem er im Mai ein Werk auf den Spielplan setzte, welches eigentlich die Parodie einer Heldenoper war: Flavio – Eine bunte Mischung aus Komik, Sentimentalität, Ironie und politischer Satire.
Die Musik komponierte Händel im April/Mai 1723 und beendete sie am 7. Mai. Das Autograph enthält am Ende die Bemerkung: „Fine dell Opera | London May 7. | 1723.“ Die Uraufführung fand schon eine Woche später statt. Ursprünglich plante er, dieser Oper den Titel der weiblichen Hauptfigur „Emilia“ zu geben, wie die autographe Überschrift beweist. Die Änderung des Titels nahm Händel höchstwahrscheinlich vor, um Verwechslungen mit der am 30. März herausgebrachten Erminia Bononcinis zu vermeiden.

## Libretto
Nicola Francesco Hayms Libretto basiert auf einer älteren römischen Quelle, Il Flavio Cuniberto von Silvio Stampiglia (Parma 1696), die ihrerseits auf ein gleichnamiges venezianisches Opernbuch von Matteo Noris (1682) für den Komponisten Giovanni Domenico Partenio zurückgeht und nachfolgend mehrfach für andere italienische Städte umgearbeitet wurde. Noris’ Text wurde danach auch noch von Domenico Gabrielli (1688), Alessandro Scarlatti (1693) und Luigi Mancia (1696) vertont.
Besetzung der Uraufführung:
- Flavio – Gaetano Berenstadt (Altkastrat)
- Lotario – Giuseppe Maria Boschi (Bass)
- Emilia – Francesca Cuzzoni (Sopran)
- Ugone – Alexander Gordon (Tenor)
- Guido – Francesco Bernardi, genannt „Senesino“ (Mezzosoprankastrat)
- Teodata – Anastasia Robinson (Alt)
- Vitige – Margherita Durastanti (Sopran)

Die Oper kam im Mai und Juni 1723 auf acht Aufführungen und wurde im April 1732 für weitere vier Vorstellungen wiederaufgenommen.
Danach gab es keine weiteren Produktionen des Stückes (selbst die so treuen „Nachspiel“-Bühnen in Hamburg und Braunschweig brachten den Flavio nicht) bis zum 2. Juli 1967: Unter der Leitung von Günther Weißenborn wurden bei den Händel-Festspielen in Göttingen drei Vorstellungen in einer deutschen Textfassung von Emilie Dahnk-Baroffio gegeben.
Die erste Aufführung des Stückes in historischer Aufführungspraxis fand am 24. August 1989 bei den Festwochen der Alten Musik in Innsbruck statt. Es spielte das Ensemble 415 unter der Leitung von René Jacobs.

## Handlung

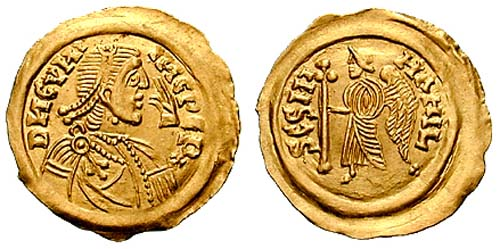
Cunincpert war der erste Langobardenkönig, dessen Abbild auf Münzen geprägt wurde. In Pavia geprägter Tremissis.
DN CVNI-INCPE RX; Dominus Noster Cunincpert Rex (Unser Herr Cunincpert, der König)
SCS MI-HAHIL (Sankt Michael)

### Historischer und literarischer Hintergrund
Die Grundlage für das Opernsujet lieferte der langobardische Geschichtsschreiber und Mönch Paulus Diaconus in seiner Geschichte der Langobarden, die er im späten 8. Jahrhundert gegen Ende seines Lebens schrieb. Darin wird berichtet, wie der Langobardenkönig Flavius Cunincpertus (der Sohn jener Rodelinda, der Händel in seiner gleichnamigen Oper ein Denkmal setzte), um 680 schon von seinem Vater Perctarit zum Mitkönig erhoben und nach dessen Tod 688 alleiniger König wurde. Diaconus beschrieb Cunincperts Lebenswandel recht schillernd, gehörten doch Ehebruch, Trunksucht, selbst Mordpläne gegen unbequeme Gegner dazu. Eine Episode ist in diesem Zusammenhang von besonderem Interesse, ist sie doch für Händels Oper eine der beiden Haupthandlungsquellen: Die Verführung der aus altem römischen Adel stammenden langhaarigen Blondine Theodote, die er zunächst zu seiner Geliebten machte, sie dann aber in ein Kloster abschob, das später nach ihr benannt wurde: S. Maria Theodotis della Posterla. Theodote ist auch durch eine Grabinschrift bezeugt. Stampiglia verknüpft diese Affäre nun in seinem Libretto Il Flavio Cuniberto („Flavius“ war der Geschlechtername der langobardischen Könige) mit einer Begebenheit, die aus Pierre Corneilles Schauspiel Le Cid (1637) stammt und von Liebe einerseits, Ehre und Pflichtbewusstsein andererseits handelt: Die junge Adlige Chimène klagt beim König ihren Verlobten Don Rodrigue an, weil der ihren Vater, der wiederum dessen schon alten Vater beleidigt hatte, zum Duell gefordert und tödlich verletzt hat. Dieses Ereignis liefert dem Drama die Grundlage für den Streit zwischen Lotario und Ugone und die Rache durch Guido.

### Erster Akt
Nacht. Garten vor dem Haus Ugones. Vor Tagesanbruch stiehlt sich Vitige nach einer heimlichen Liebesnacht aus Teodatas Kammer. Die Liebenden nehmen voneinander Abschied und versichern sich ihrer Treue.
Hell erleuchteter Saal in Lotarios Haus. Für die Hochzeit von Lotarios Tochter Emilia mit Ugones Sohn Guido im engsten Familienkreis ist alles vorbereitet. Die beiden Väter führen die Hände ihrer Kinder gerührt zusammen und beschließen, vor der Vermählung noch den Segen des Königs Flavio einzuholen. Braut und Bräutigam besingen ihre Vorfreude auf das Eheglück.
Audienzsaal im königlichen Palast. Ugone stellt seine Tochter Teodata dem König mit der Bitte vor, sie in den königlichen Dienst einzustellen. Flavio ist von ihrer Schönheit beeindruckt und verspricht, sie seiner Gemahlin Ernelinda vorzustellen. Lotario erscheint und lädt Flavio zur Hochzeitsfeier ein, als dem König ein Brief seines Statthalters in Britannien, Narsette, gereicht wird, der aus Altersgründen um die Entbindung von seinen Pflichten bittet. Der zögert kurz, ob er Lotario den frei gewordenen Posten übertragen soll, entscheidet sich dann aber, nach Ugone zu schicken. Doch Lotario hat nur mitbekommen, dass er offenbar ein möglicher Kandidat für die Vakanz ist, und schwelgt schon bei dem Gedanken an die ehrenvolle Ernennung. Aber der König erklärt den eintreffenden Ugone zum neuen Statthalter Britanniens, denn auf diese Weise würde er ihn „loswerden“ und könnte ungestört um seine neue Leidenschaft, Teodata, buhlen. Weil er übergangen wurde, verfällt Lotario in blinde Wut. Flavio bleibt mit Vitige zurück und erzählt seinem Adjutanten von Teodatas Schönheit. Um sein eigenes Verhältnis zu ihr zu verbergen, stottert Vitige aber nur, dass er sie nicht schön finde, und muss sich weiter anhören, wie Flavio von der Frau schwärmt, der er selbst in heimlicher Leidenschaft verbunden ist.
Atrium im königlichen Palast. Derangiert begegnet Ugone seinem Sohn Guido und berichtet ihm, dass Lotario ihn wütend vor Neid geschlagen hat. Der Ehrenkodex würde nun Rache verlangen. Da er selbst für ein Duell aber zu alt sei, fordert er Guido auf, an seiner Stelle die Schmach zu rächen und die Familienehre über seine Liebe zu Emilia zu stellen. An diesem tragischen Konflikt zerbricht Guido bald und will um der Ehre willen notfalls auch sein Leben hingeben: So verkündet er seine Entscheidung, die Ehre seiner Familie zu verteidigen. Als Emilia ahnungslos hinzu kommt, versteht sie seine Andeutungen nicht und warum er versucht, ihr auszuweichen. Sie schwört ihm ewige Treue, komme was da wolle.

### Zweiter Akt
Königliches Gemach. Flavio hat Teodata zu sich bestellt, um sich ihr zu nähern. Doch da stürzt Ugone herein, zu verzweifelt, um zusammenhängend zu sprechen. Weil Flavio den Grund nicht aus ihm herausbringen kann, beauftragt er Teodata herauszufinden, was ihn quält, und geht ab. Ugone klagt nun über den Verlust der Ehre, was Teodata missversteht, denkt sie doch, dass ihr Verhältnis mit Vitige entdeckt wurde. Unter Tränen gesteht sie ihrem Vater gegenüber diese heimliche Verbindung ein. Außer sich ob des neuerlichen Schicksalsschlags wirft er seine jetzt auch entehrte Tochter hinaus.
Garten. Lotario eröffnet Emilia, dass er sie nicht an den ruchlosen Sohn seines verhassten Rivalen verlieren will und dass die Verlobung gelöst würde. Beklommen bleibt Emilia zurück. Dem nun erscheinenden Guido verspricht sie ewige Liebe, was immer auch geschehe. Doch Guido fordert Emilia auf, ihn allein zu lassen. Schweren Herzens trennt sie sich von ihm. Allein zurückgeblieben versucht Guido in seiner zwischen Wut und Sehnsucht angesiedelten Zerrissenheit, mithilfe der Götter einen Ausweg zu finden.
Der liebeskranke König schwärmt seinem Adjutanten erneut von Teodata vor, befiehlt dem fast vor Eifersucht platzenden Vitige, Teodata zu ihm bringen zu lassen, und entfernt sich voller Vorfreude auf die neue Geliebte. Die weinend nahende Teodata berichtet Vitige, dass ihre verbotene Liebe nun Ugone bekannt sei. Um das Unglück vollzumachen, bekennt Vitige seinen unglücklichen Auftrag und sie beschließen, den König noch eine Weile hinzuhalten. Sie soll zum Schein auf Flavios Werben eingehen, um ihren Vater, ihren Bruder und ihren Geliebten zu schützen. Dazu ist sie unter der Bedingung bereit, dass Vitige nicht eifersüchtig werden dürfe.
Hof in Lotarios Haus. Lotario ist von Neid geplagt, als Guido hinzutritt und ihn zum Duell herausfordert. Der erfahrene Krieger verspottet die Kühnheit des jungen Mannes, unterliegt aber und fällt verletzt zu Boden. Guido geht ab, um seinem Vater den Vollzug der Rache zu berichten. Emilia findet ihren Vater in einer Blutlache und bevor er stirbt, benennt er noch Guido als seinen Mörder. In ihrer Verzweiflung schwört Emilia, den Mörder ihres Vaters gnadenlos zu verfolgen. Doch dieser ist der Mann ihres Herzens...

### Dritter Akt
Königliches Gemach. Flavio träumt von seiner neuen Liebe, als Emilia und Ugone kommen und ihn bedrängen, jeweils in ihrem Sinne Gerechtigkeit herzustellen: sie fordert die Todesstrafe für den Mörder ihres Vaters, er plädiert für das Leben seines Sohnes, da dieser nur erlittenes Unrecht vergolten hätte. Von diesem Zwiespalt überfordert, bedingt sich Flavio Zeit zum Nachdenken aus und schickt sie weg. Jetzt bringt Vitige Teodata herbei, was Flavio überwältigt. Er bringt kein Wort mehr heraus und überträgt daher Vitige die Aufgabe, bei Teodata für ihn zu werben, was diesem verständlicherweise schwerfällt. Als Flavio seine Sprache wiederfindet, redet er Teodata mit „meine Königin“ an und bietet ihr an, noch heute seine Braut zu werden. Vitige indes scheint vergessen zu haben, dass das Aufführen dieser Komödie seine Idee war, und bleibt in einem „wütenden Meer“ der Eifersucht geplagt zurück.
Emilia trauert um ihren Vater, aber auch um ihren Geliebten, den sie wohl verlieren wird. Als Guido erscheint und sich ihr zu Füßen wirft, zeigt sie sich unversöhnlich. Da gibt Guido ihr sein Schwert und bittet sie inständig, ihn damit zu töten. Doch sie bringt es nicht übers Herz, wirft das Schwert fort und eilt davon. Nun keimt ein wenig Hoffnung in Guido auf und er bittet Amor um Hilfe.
Rasend vor Eifersucht huldigt Vitige Teodata, der „Königin“. Sie beschuldigen sich gegenseitig, zu weit beim Hintergehen des Königs gegangen zu sein und zugelassen zu haben, dass das Spiel ernst wurde. Als sich die Liebenden näherkommen, entdecken sie zu spät, dass Flavio sie belauscht hatte. Zerknirscht müssen sie zugeben, dass sie ein Liebespaar sind. Als nun für Flavio die Welt zusammenzubrechen droht, kommen Ugone und Guido, der den König bittet, ihn für seine Tat mit dem Tode zu bestrafen. Nun versucht Ugone, alle Schuld auf sich zu nehmen: er hätte seinen Sohn angestiftet, den Racheakt an seiner Stelle zu vollziehen. Flavio erkennt, dass nun ein weises Urteil nötig ist. Er lässt Emilia holen und bedeutet Guido, sich zu verbergen. Als sie kommt, meldet Flavio ihr den vermeintlichen Tod des Mörders. Ihre spontane Verzweiflung, ihr Leben sei ohne Guido doch sinnlos, wo sie doch Genugtuung zeigen müsste, verrät sie jedoch. Als Guido aus seinem Versteck kommt, fällt sie vor Freude fast in Ohnmacht. Flavio führt sie zusammen und sie versöhnen sich. Während Guido um Vergebung bittet, braucht Emilia eine Zeit der Trauer.
Um sich als großer Herrscher zu erweisen, verzichtet Flavio auf Teodata und gibt sie Vitige mit königlichem Segen zur Frau. Ugone kann nun als unbescholtener Mann seinen Posten als Statthalter von Britannien antreten.

## Musik
Die Oper war zu Händels Zeit wenig erfolgreich. Dass er sie später (1732) nur einmal wiederaufnahm, war doch ziemlich ungewöhnlich. Auch in der Neuzeit hatte Flavio zunächst nicht viel Erfolg: die fünf Inszenierungen, die es zwischen 1967 und 1987 gab, haben alle an kleineren Opernhäusern stattgefunden. Dabei ist die Oper für Händels Verhältnisse kurz, was es überflüssig macht, heikle Striche zu machen, die häufig Verwerfungen in Tonartengefüge und Symmetrie der Gesamtanlage verursachen. Zudem sind, bei der gewöhnlichen Dominanz hoher Stimmen, sehr effektvolle Tenor- und Basspartien enthalten und somit alle Stimmlagen vertreten, was in Händels Schaffen etwas Besonderes ist. Inzwischen wurde Flavio aber auch in London, Berlin, New York, bei den bedeutenden Händelfestspielen in Göttingen, Halle und Karlsruhe sowie beim Festival Bayreuth Baroque inszeniert, was zeigt, dass die Vorzüge dieser Oper durchaus erkannt werden.
Dass sie es zunächst dennoch so schwer hatte, kann kaum an Händels Musik liegen, die außerordentlich farbig und voller Erfindungskraft ist. Das Problem könnte eher die sehr besondere Mischung des Tragischen, des Komischen und des Satirischen im Sujet sein, die bei so manchem Impresario unserer Zeit Berührungsängste hervorruft, weil sie nicht klar in ein Gattungsschema passt. Sieht man von einigen Werken am Beginn (z. B. Agrippina) und am Ende seiner Opernkarriere (z. B. Deidamia) ab, so sind Händels übrige Opern viel mehr dem heroischen Typus der Opera seria zuzuordnen. Sie handeln von bedeutenden Personen der Geschichte, wie Königen und Feldherrn und deren Situation zwischen Liebe, Politik, Ehrgeiz, Ruhm und Ehre. Und wenn einmal der historische Kolorit fehlt, wie etwa in den Zauberopern, so bleibt doch das Ernsthafte, ja sogar das Tragische, der bestimmende Charakterzug.
In Flavio gehören die handelnden Personen alle einem Hofstaat an, und tatsächlich verläuft auch einer der Handlungsstränge nicht nur tragisch, sondern endet gar mit dem gewaltsamen Tod des Lotario. Aber die Personen, nicht zuletzt die Titelfigur selbst, haben kaum Würde und viele Situationen haben einen komischen Charakter. Über die Treue von Liebenden, Ehre und Rache gibt es so manche Satiren, womit aber die meistgeliebten Konventionen der Barockoper aufs Korn genommen werden. So gesehen ist Flavio eine anti-heroische Komödie mit tragischen Untertönen.
Nicola Francesco Haym behielt die Ironie der Dialoge und die Komik in der Lösung des Konflikts trotz aller Veränderungen des Textes und damit das Charakteristische der venezianischen Oper bei. Gemeinsam mit Händel verstärkte er sogar noch das Element des Verhöhnens, Übertreibens und steigerte den absurden Streit über die Statthalterschaft in Britannien noch weiter. Händel hatte sich während seines Italienaufenthaltes mit der italienischen Oper des ausgehenden 17. Jahrhunderts und ihrem zwischen Seriosität und Komik angesiedelten Charakter vertraut gemacht und diese Kenntnis mit großem Erfolg in seiner 1709 in Venedig aufgeführten Oper Agrippina angewandt. Auch später sollte er in Partenope (1730) und seinen drei letzten Opern Serse, Imeneo und Deidamia (1738–1741) zu diesem Stil zurückkehren.
Der von Anspielungen getragene Humor und der farbenreiche Gebrauch dramatischer Ironie kommt vornehmlich in den Rezitativen zum Tragen. Viele tänzerische und leichtfüßige Arien lassen einen feinsinnigen Humor durchleuchten; sie zeichnen Charaktereigenschaften und geben Einblicke in die Sehnsüchte und Nöte der Personen. Die Musik des Flavio lebt von diesen gegensätzlichen, zwischen Tragödie und Posse, Ironie und Pathos angesiedelten Emotionen und bleibt dabei in der Balance. Hier drängt sich fast ein Vergleich mit Mozart auf, wenn es um die Meisterschaft geht, so viele Gefühlsschattierungen ohne irgendein Missverhältnis miteinander zu verbinden.
Den beiden Liebespaaren der Oper gibt Händel völlig verschiedene Charaktere: Emilia und Guido gehören zur Welt der heroischen Opera seria. Damit dieses Element nicht überhandnimmt, lässt Händel das Tragische nur zweimal anklingen, zum einen in der letzten Szene des zweiten Aktes, in der Emilia erfährt, dass es ihr Geliebter war, der ihren Vater tötete, und zum anderen am Ende der Oper, als Guido sie auffordert, ihn zu töten, um ihre Rache zu vollziehen, sie es dann aber doch nicht übers Herz bringt, das zu tun. Im letzten Fall ist es eine eindrucksvolle Szene, die vom ständigen Wechsel zwischen Accompagnato- und Secco-Rezitativ lebt. Weitere Accompagnati gibt es in der Oper nicht. Beide Szenen gipfeln in äußerst tragisch komponierten Arien, die auch noch in seltenen Tonarten stehen, welche Händel für solche Ausnahmesituationen reserviert: Emilias Fis-Moll-Siciliano Ma chi punir desio? (Nr. 18) und Guidos B-Moll-Arie Amor, nel mio penar (Nr. 25).
Vor dem Schlusschor aller versammelten Solisten haben Emilia und Guido ein Liebesduett zu singen, was zwar tänzerisch ist und wegen des guten Ausganges für die beiden auch eine gewisse Erleichterung verströmt, letztlich aber doch in einem strengen, würdevollen Rahmen bleibt. Auch Teodata und Vitige haben ein Duett am Beginn der Oper, dieses hat jedoch einen völlig anderen Charakter. Ihr Duett stellt einen zärtlichen Abschied Liebender dar, bevor der Liebhaber das Gemach der Geliebten vor Tagesanbruch verlässt. Die Musik dazu ist sehr viel unbeschwerter als diejenige des Hauptpaares, geradezu keck und ausgelassen, und verträgt sich sehr gut mit dem leichten Grundton der ganzen Oper. Überhaupt sind die Arien dieses Paares sehr leicht und tänzerisch. Teodata ist eine liebenswürdige Frau, die sich äußerlich zurückhält, eigentlich aber eine heitere und geistreiche Person ist. Solche Charaktere zeichnete Händel sehr gerne, wie etwa auch die Poppea in Agrippina. Teodatas teils stichelnde, teils bissige Wortgefechte mit Vitige ziehen sich durch die ganze Oper. Vitige, der zu allem Überfluss auch noch die Anweisung von Flavio erhält, seine Geliebte auf den König einzustimmen, muss diesem gegenüber ihre Anziehungskraft auf ihn verleugnen. Obwohl der Rat an Teodata von ihm kommt, sich zum Schein auf Flavio einzulassen, kriegt er aber doch Eifersuchts-Probleme, wenn sie das auf so überzeugende Art und Weise tut. Wenn er sie, Flavio nachäffend, mit stichelnder Ironie im dritten Akt als „meine Königin“ anspricht, wird wiederum sie in Zweifel versetzt, ob sie auf seine Beständigkeit bauen kann. Auch seine Gefühlsaufwallungen in der Eifersuchtsarie Sirti, scogli, tempeste (Nr. 23) erscheinen ein wenig grotesk, aber würde Vitige hier nicht übertreiben, so würde Teodata wohl ein Spielchen mit ihm treiben.
Flavio ist ein entspannter, unkomplizierter Herrscher, selbst vor dem Hintergrund, dass er König eines großen Reiches ist und den Hauptteil seiner Macht in der Oper nicht ausspielt. Anders als in heroischen Opern, in denen die Helden auch zumindest teilweise heldenhafte Musik haben, sind seine Arien alle Liebeslieder und meist in tändelnden Tanzrhythmen. Auch ist er anders als die meisten Machthaber in Opern gewitzt und genießt dann die von ihm inszenierte Komik auch, etwa, als er Vitige befiehlt, seine widerstrebende Hand dem Mädchen zu reichen, das er angeblich nicht anziehend findet, oder als er Ugone anweist, Vitige als seinen würdigen Schwiegersohn zu umarmen und sich dann unverzüglich auf den Weg zu machen, Britannien zu regieren. Das Parodiehafte in den wenig sensiblen Arien der beiden alten Männer Lotario und Ugone wird erst in ihrem Kontext erkennbar, da es keine distanzlosen, sondern realitätsnahe Parodien sind, sodass man die Situationen durchaus auch ernst nehmen kann. Diese Doppeldeutigkeit kann man in der ganzen Oper finden: Komödie und Tragödie liegen manchmal dichter beieinander, als man im ersten Augenblick denkt.
Händel hatte ursprünglich die Partie des Ugone für einen Bassisten und die Partie des Lotario für einen Tenor vorgesehen. Die Vertauschung der Stimmlagen für die etwa annähernd gleichen Umfang aufweisenden Partien vor der Uraufführung geht vermutlich auf die individuellen Wünsche der beiden Sänger (Boschi und Gordon) zurück. Bei der Wiederaufnahme der Oper im April 1732 stellte Händel die ursprüngliche Konstellation für die neuen Sänger (Ugone: Antonio Montagnana, Lotario: Giovanni Battista Pinacci) wieder her. Weiterhin wurde die Partie des Vitige (eine Hosenrolle in beiden Fassungen der Oper) durch Kürzungen, Transpositionen und Umstellungen gegenüber der Erstfassung verändert, obwohl Händel, von einigen Rezitativstellen abgesehen, kaum neue Musik hinzukomponierte. Weitere Umstellungen und Einfügungen, vor allem für die Fassung von 1732, verzeichnet seine Direktionspartitur („Handexemplar“) in der Staats- und Universitätsbibliothek Hamburg.
Wie üblich nahm Händel einige Anleihen an eigenen früheren Werken oder verwendete thematisches Material aus Flavio in späteren Stücken wieder.
In einer Anekdote heißt es, Händel habe eine der Arien des Ugone während einer Probe so feurig begleitet, dass der Sänger, ein junger Schotte namens Gordon, drohte, er werde ins Cembalo springen, falls er damit fortfahre. In Händels Antwort zeigt sich sein typischer trockener Humor:

“Oh! Let me know when you will do that and I will advertise it. For I am sure more people will come to see you jump than to hear you sing.”

„Sagt mir Bescheid, wann dies stattfinden soll, damit ich es ankündigen kann: ich bin überzeugt, es werden mehr Menschen kommen, um Euch springen zu sehen denn um Euch singen zu hören.“

## Struktur der Oper

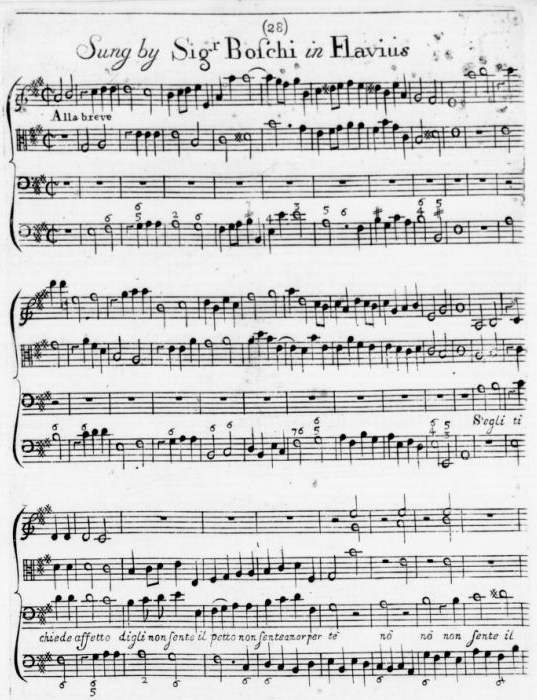
S’egli ti chiede affetto Arie des Lotario im 2. Akt, komponiert für den Bassisten Giuseppe Maria Boschi (Druck von John Walsh, 1723)

Ouverture (2 Ob, Str, BC)

### Erster Akt
| Scena I    | Recitativo. Vitige, Teodata Fra i ciechi orror notturni partirò             |
|            | 1. Duetto. Vitige, Teodata (2 Ob, Str, BC) Ricordati, mio ben               |
| Scena II   | 2. Sinfonia. (2 Ob, Str, BC)                                                |
|            | Recitativo. Ugone, Lotario, Guido, Teodata Lotario, al sacro nodo           |
| Scena III  | Recitativo. Emilia, Guido, Ugone, Lotario, Teodata Con l'alma riverente     |
|            | 3. Aria. Emilia (Fl, Str, BC) Quanto dolci, quanto care                     |
| Scena IV   | Recitativo. Guido Son pur felice al fine                                    |
|            | 4. Aria. Guido (Str, BC) Già la fama che il crine m’infiora                 |
| Scena V    | Recitativo. Ugone, Flavio, Teodata Oh dell’Italo soglio eccelso Nume        |
|            | 5. Aria. Teodata (2 Vl, BC) Ah non posso nel mio core                       |
| Scena VI   | Recitativo. Lotario, Flavio, Vitige Della mia prole Emilia                  |
| Scena VII  | Recitativo. Ugone, Flavio, Lotario Di qual sovrano                          |
|            | 6. Aria. Lotario (Str, BC) Se a te vissi fedele, fedele ancor sarò          |
| Scena VIII | Recitativo. Flavio, Vitige Vitige, mio Signore                              |
|            | 7. Aria. Flavio (2 Ob, Str, BC) Di quel bel che m’innamora                  |
| Scena IX   | Recitativo. Vitige Io vo temendo, oh Dio                                    |
|            | 8. Aria. Vitige (2 Ob, Str, BC) Che bel contento sarebbe amore              |
| Scena X    | Recitativo. Ugone, Guido Ah! Guido! Padre.                                  |
| Scena XI   | Recitativo. Guido Guido, Lotario, Ugone                                     |
|            | 9. Aria. Guido (Str, BC) L’armelin vita non cura                            |
| Scena XII  | Recitativo. Emilia, Guido Guido! consorte!                                  |
| Scena XIII | Recitativo. Emilia Chi mai l’intende, oh Dio!                               |
|            | 10. Aria. Emilia (2 Ob, Str, BC) Amante stravagante più del mio ben non v’è |

### Zweiter Akt
| Scena I    | Recitativo. Teodata, Flavio Al tuo cenno Reale                      |
| Scena II   | Recitativo. Ugone, Flavio, Teodata Dove mi celo?                    |
| Scena III  | Recitativo. Ugone, Teodata Ah Teodata!                              |
|            | 11. Aria. Ugone (Str, BC) Fato tiranno e crudo, ogn’or a danni miei |
| Scena IV   | Recitativo. Emilia, Lotario Dunque per le mie nozze                 |
|            | 12. Aria. Lotario (2 Ob, Fg, Str, BC) S’egli ti chiede affetto      |
| Scena V    | Recitativo. Emilia, Guido Che mai chiedete, oh stelle               |
|            | 13. Aria. Emilia (Fl, 2 Vl, BC) Parto, sì, ma non so poi            |
| Scena VI   | Recitativo. Guido Privarmi ancora                                   |
|            | 14. Aria. Guido (Ob, Str, BC) Rompo i lacci, e frango i dardi       |
| Scena VII  | Recitativo. Flavio, Vitige Di Teodata                               |
|            | 15. Aria. Flavio (2 Vl, BC) Chi può mirare e non amare              |
| Scena VIII | Recitativo. Vitige, Teodata Teodata! Vitige ah!                     |
|            | 16. Aria. Teodata (2 Ob, Str, BC) Con un’vezzo, con un’riso         |
| Scena IX   | Recitativo. Vitige Amo, e quel ben ch’adoro io condur deggio        |
|            | 17. Aria. Vitige (Str, BC) Non credo instabile chi mi piagò         |
| Scena X    | Recitativo. Lotario, Guido Io deluso? Lotario?                      |
| Scena XI   | Recitativo. Emilia, Lotario Ah misera! che veggio? Ah!              |
|            | 18. Aria. Emilia (Str, BC) Ma chi punir desio? l’idolo del cor mio  |

### Dritter Akt
| Scena I   | Recitativo. Flavio, Emilia, Ugone Alma, tu non l’intendi                                                   |
|           | 19. Aria. Emilia (Ob, Str, BC) Da te parto, ma concedi che il mio duolo                                    |
| Scena II  | Recitativo. Flavio, Vitige, Teodata Guido, Lotario uccise?                                                 |
|           | 20. Arioso e Recitativo. Vitige, Flavio, Teodata (BC) Corrispondi a chi t’adora / Teodata! Eh, mio Signor? |
|           | 21. Aria. Flavio (2 Vl, BC) Starvi a canto e non languire                                                  |
|           | Recitativo. Vitige, Teodata Barbara Teodata                                                                |
|           | 22. Aria. Teodata (2 Vl, BC) Che colpa è la mia, se Amor vuol cosi?                                        |
| Scena III | Recitativo. Vitige Del nuovo amante                                                                        |
|           | 23. Aria. Vitige (2 Ob, Str, BC) Sirti, scogli, tempeste, procelle                                         |
| Scena IV  | 24. Recitativo accompagnato. Emilia, Guido Oh Guido! oh mio tiranno!                                       |
|           | 25. Aria. Guido (BlFl, 2 Vl, BC) Amor, nel mio penar deggio sperar                                         |
| Scena V   | Recitativo. Teodata, Vitige, Flavio Vitige! Mia Reina!                                                     |
| Scena VI  | Recitativo. Guido, Ugone, Flavio Signor, se il mio delitto                                                 |
| Scena VII | Recitativo. Emilia, Flavio, Ugone, Vitige, Guido Al tuo piede, oh Regnante                                 |
|           | 26. Duetto. Emilia, Guido (Str, BC) Deh! Perdona, oh dolce bene                                            |
|           | Recitativo. Flavio, Vitige, Teodata, Ugone, Guido E tu Vitige, in pena                                     |
|           | 27. Coro. (2 Ob, Str, BC) Doni pace ad ogni core                                                           |

## Orchester
Blockflöte, Traversflöte, zwei Oboen, Fagott, Streicher, Basso continuo (Violoncello, Laute, Cembalo).

## Diskografie
- harmonia mundi 901312-3 (1989): Jeffrey Gall (Flavio), Ulrich Messthaler (Lotario), Lena Lootens (Emilia), Gianpaolo Fagotto (Ugone), Derek Lee Ragin (Guido), Bernarda Fink (Teodata), Christina Högmann (Vitige)

Ensemble 415; Dir. René Jacobs (155 min)
- Chandos Records CHAN 0773-2 (2010): Tim Mead (Flavio), Andrew Foster-Williams (Lotario), Rosemary Joshua (Emilia), Thomas Walker (Ugone), Iestyn Davies (Guido), Hilary Summers (Teodata), Renata Pokupić (Vitige)

Early Opera Company; Dir. Christian Curnyn (146 min)